# 有机合成 (期刊)
《有机合成》（Organic Syntheses，常缩写为 Org. Synth.）是一个化学领域的学术期刊。有机合成为年刊，于1921年创刊，提供各种有关有机合成的资料。1998年，其编者决定将以前和以后要发行的期刊放到互联网上，开放权限，任何人都可浏览。《有机合成》的发表过程独特，发表之前草稿中的所有试验程序都送至其他试验单位重复审查。因此，《有机合成》所报的反应收率是相当可靠的。